# Urodziny Führera

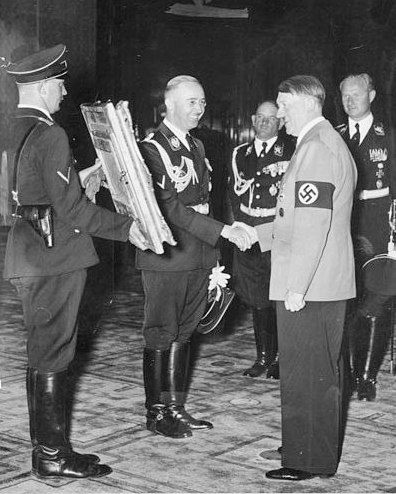
Heinrich Himmler wręcza obraz Adolfowi Hitlerowi z okazji 50. urodzin Führera w 1939

Urodziny Führera (niem. Führergeburtstag) – w czasach III Rzeszy rocznica dnia urodzin Adolfa Hitlera (20 kwietnia 1889) była „szczególnie obchodzonym dniem”.
Rokrocznie w dniu 20 kwietnia, urodzin „Führera i Kanclerza Rzeszy” zarządzano wywieszanie flagi państwowej. Jedynie jeden jubileusz – 50. urodzin w dniu 20 kwietnia 1939 – został uznany za święto przez władze III Rzeszy, na które przybyli przedstawiciele rządów krajów zagranicznych i zaproszono siły zbrojne do stolicy Rzeszy. W dzień 50. urodzin Hitler odebrał w Berlinie defiladę 80 tys. żołnierzy. Z okazji urodzin Hitler otrzymał prezent w postaci zbioru 50 listów Fryderyka Wilhelma, które przekazały osoby prywatne.